# 魏克斯海姆
魏克斯海姆（德語：Weikersheim，發音：[ˈvaɪkɐshaɪm] ⓘ）是德国巴登-符腾堡州斯图加特行政区美因-陶伯县的城市，面积80.93平方千米，2023年12月31日人口为7,881人。